# Thomas D. Brock
Thomas Dale Brock (Cleveland, 10 de septiembre de 1926-4 de abril de 2021) fue un microbiólogo estadounidense conocido por su descubrimiento de hipertermófilos que viven en las aguas termales del parque nacional Yellowstone. A finales de la década de 1960, Brock descubrió bacterias de alta temperatura que vivían en la región de la Gran Fuente de Yellowstone y, con su colega Hudson Freeze, aislaron una muestra que llamaron Thermus aquaticus. "La vida a altas temperaturas", un artículo de 1967 que resume su investigación, fue publicado en la revista Science y condujo al estudio de los extremófilos, organismos que viven en ambientes extremos. En 1976, T. aquaticus resultó útil para amplificar artificialmente segmentos de ADN. Los descubrimientos de Brock llevaron a un gran progreso en biología, contribuyeron a nuevos desarrollos en medicina y agricultura y ayudaron a crear el nuevo campo de la biotecnología.

## Primeros años
Thomas Dale Brock nació en Cleveland, Ohio el 10 de septiembre de 1926, siendo el único hijo de Helen Sophia Ringwald, de Chillicothe, Ohio y Thomas Carter Brock, de Toronto, Canadá. Aunque Cleveland era una ciudad industrial, su casa estaba situada cerca de una granja y un parque boscoso con vistas al lago Erie, por lo que creció en un "entorno idílico", rodeado de naturaleza.
El padre de Brock, que nunca había recibido una educación formal, lo había alentado a seguir la universidad y le había enseñado a ensamblar equipos eléctricos. A la edad de 10 años, Brock recibió un juego de química como regalo de Navidad y su padre lo ayudó a montar un laboratorio en el sótano. Cuando Brock tenía 15 años, su padre se enfermó gravemente y la familia se mudó a la casa de su madre en Ohio. Meses después, el padre de Brock murió, dejando a la familia en un estado de pobreza. Brock inmediatamente se puso a trabajar por $0.25 la hora para mantenerse a sí mismo y a su madre en varios trabajos ocasionales.
Aunque Brock había decidido asistir a la universidad y convertirse en químico, la Segunda Guerra Mundial estaba en curso. Después de graduarse de la escuela secundaria, Brock se unió a la Marina de los Estados Unidos y pasó más de un año en su programa de electrónica.
Bajo la ley G.I. Bill, Brock comenzó a asistir a la Universidad Estatal de Ohio en 1946, inicialmente con aspiraciones de convertirse en escritor, pero todavía atraído por la química y la ciencia. Obtuvo un B.Sc. (1949), M.Sc. (1950) y Ph.D. (1952) en botánica, especializado en micología experimental y fisiología de la levadura. Su trabajo de posgrado se centró en el hongo Morchella esculenta y la levadura Hansenula anomala.

## Carrera profesional
Después de completar su doctorado, Brock ocupó un puesto en el departamento de investigación de antibióticos de Upjohn Company en Kalamazoo, Michigan donde por necesidad se convirtió en autodidacta en microbiología y biología molecular. Cuando dejó Upjohn, había publicado seis artículos en revistas respetables y se había convertido en miembro de la Sociedad de Bacteriólogos Estadounidenses. En 1957, Brock se unió a la facultad del Departamento de Biología de la Universidad Case de la Reserva Occidental. En 1960, aceptó el puesto de profesor asistente de bacteriología en el Sistema Universitario de Indiana, donde fue ascendido a catedrático en 1964. Se trasladó a la Universidad de Wisconsin-Madison en 1971 y se convirtió en presidente del Departamento de Bacteriología en 1979.
Desde 1965 hasta 1975, Brock llevó a cabo investigaciones de campo y de laboratorio sobre microorganismos termofílicos en el parque nacional Yellowstone, financiado por una subvención de la Fundación Nacional de Ciencias. A partir de una muestra de bacterias rosadas recolectadas de Mushroom Spring, Brock y el estudiante de pregrado Hudson Freeze aislaron un organismo que prospera a los 70 °C, al cual llamaron Thermus aquaticus. La capacidad de T. aquaticus para tolerar altas temperaturas haría posible, 20 años después, la invención de un procedimiento llamado reacción en cadena de la polimerasa. La PCR utiliza una enzima en T. aquaticus, ahora conocida como polimerasa Taq, para acelerar la replicación del ADN. El proceso, inventado por Kary Mullis, ganó un premio Nobel.
En 1998, Brock ayudó a actualizar y contribuir a una nueva versión del libro de 1960 de René Jules Dubos, Pasteur and Modern Science. En 1999, tradujo y editó Milestones in Microbiology 1546 a 1940, una colección de los artículos más importantes en microbiología temprana, incluido el trabajo de Anton van Leeuwenhoek, Louis Pasteur, Robert Koch y Joseph Lister. También se publicó en el mismo año Robert Koch: una vida en medicina y bacteriología de Brock, una biografía del médico alemán Robert Koch.
Brock ocupó el cargo de Profesor Emérito de Ciencias Naturales en la Universidad de Wisconsin – Madison. Durante su carrera, Brock publicó más de 250 artículos y 20 libros, y recibió numerosos premios de ciencia y educación.
La especie bacteriana termófila, Thermoanaerobacter brockii, lleva el nombre de Brock.

## Pleasant Valley Conservancy
Brock y su esposa, Kathie, operaban el Área Natural Estatal de Pleasant Valley Conservancy, un área de 140 acres (56,7 ha) preservar en el oeste del condado de Dane, Wisconsin. Consiste en extensas sabanas de robles restauradas, praderas secas, mésicas, humedales y bosques de robles. Las vistas panorámicas y la observación de la vida silvestre son excelentes, y varios senderos brindan un fácil acceso a la Reserva. Especialmente dignas de mención en Pleasant Valley son las finas sabanas de robles, que alguna vez fueron comunes en el medio oeste estadounidense pero ahora muy raras. The Preserve tiene muchos grandes robles blancos y robles, que se pueden ver desde Pleasant Valley Road y de cerca desde los senderos. La capa herbácea de la sabana es muy diversa.

## Premios
- 1984 Premio Fisher en Microbiología Aplicada y Ambiental (Sociedad Americana de Microbiología).[10]
- 1988 Premio a la enseñanza distinguida de la Fundación Carski (Sociedad Estadounidense de Microbiología).[11]
- 1992 Miembro honorario (Sociedad Americana de Microbiología).[12]
- Medalla Pasteur de 1992 (Sociedad de Microbiología de Illinois).
- 1996 Bergey's Medal (Bergey's Trust).
- Premio Waksman 2003 (Sociedad de Microbiología Industrial).[13]
- 2006 Premio Aldo Leopold a la excelencia en prácticas de restauración ecológica (Universidad de Wisconsin-Arboretum).[14]
- Premio Golden Goose 2013 por el descubrimiento de Thermus aquaticus.[15]
- 2015 Medalla Joseph Sullivant, Universidad Estatal de Ohio.
- Doctorado honorario de la Universidad de Wisconsin-Madison 2019.

## Trabajos seleccionados
- Brock, Thomas D. (1994). Life at High Temperatures. Yellowstone National Park: Yellowstone Association for Natural Science, History & Education, Inc. Archivado desde el original el 20 de marzo de 2021. Consultado el 22 de abril de 2021.
- Brock, Thomas D. (1978). Thermophilic Microorganisms and Life at High Temperatures. Springer-Verlag. ISBN 0-387-90309-7.
- Brock, Thomas D.; Kelly, Michael T. (Octobre de 1969). «Molecular Heterogeneity of Isolates of the Marine Bacterium Leucothrix mucor». Journal of Bacteriology (American Society for Microbiology) 100 (1): 14-21. PMC 315351. PMID 5344093. doi:10.1128/JB.100.1.14-21.1969.
- Brock, Thomas D.; Hudson Freeze (Agosto de 1969). «Thermus aquaticus gen. n. and sp. n., a nonsporulating extreme thermophile». Journal of Bacteriology (American Society for Microbiology) 98 (1): 289-297. PMC 249935. PMID 5781580. doi:10.1128/jb.98.1.289-297.1969.
- Brock, Thomas D. (15 de mayo de 1964). «Knots in Leucothrix mucor». Science 144 (3620): 870-872. Bibcode:1964Sci...144..870B. PMID 14149405. doi:10.1126/science.144.3620.870.
- «Thomas D. Brock: Publication List». Consultado el 2 de febrero de 2015.

## Otras lecturas
- Brock, Thomas D. (Agosto de 1997). «The Value of Basic Research: Discovery of Thermus aquaticus and Other Extreme Thermophiles». Genetics (Genetics Society of America) 146 (4): 1207-1210. PMC 1208068. PMID 9258667. Consultado el 14 de enero de 2009.
- Crow, James Franklin; William F. Dove (2000). Perspectives on Genetics: Anecdotal, Historical, and Critical Commentaries, 1987-1998. University of Wisconsin Press. ISBN 029916604X.